# 施内加
施内加是德国下萨克森州的一个市镇。总面积53.96平方公里，总人口1337人，其中男性667人，女性670人（2011年12月31日），人口密度25人/平方公里。